# طاقو
طاقو روستایی از توابع بخش مرکزی شهرستان جم استان بوشهر در جنوب ایران.
این روستا در دهستان جم قرار دارد و بر اساس سرشماری سال ۱۳۹۵ جمعیت آن کمتر از بیست نفر بوده‌است.